# Далашај
Далашај (алб. Dallashaj) је насељено место у општини Ђаковица, на Косову и Метохији. Према попису становништва из 2011. у насељу је живело 334 становника.

## Становништво
Према попису из 2011. године, Далашај има следећи етнички састав становништва:
| Националност | 2011.        |
| Албанци      | 330 (98,80%) |
| недоступно   | 4 (1,20%)    |
| Укупно       | 334          |

| Демографија | Демографија | Демографија |
| Година      | Становника  | Становника  |
| ----------- | ----------- | ----------- |
| 1948.       | 103         |             |
| 1953.       | 114         |             |
| 1961.       | 136         |             |
| 1971.       | 166         |             |
| 1981.       | 156         |             |
| 1991.       | 148         |             |
| 2011.       | 334         |             |